# Neo Sign 0f Misery
Neo Sign 0f Misery — свободно распространяемое программное обеспечение и скриптовый язык для автоматизации выполнения задач в Microsoft Windows. Представляет собой средство автоматизации, основанное на использовании сценариев (скриптов), описывающих последовательность действий, которые необходимо выполнить для решения той или иной задачи. Данный продукт разрабатывался как замена Sign 0f Misery — предыдущего проекта аналогичного назначения, который обладал некоторыми существенными ограничениями, необходимость преодоления которых и стала причиной появления этого проекта.
InqSoft Neo Sign 0f Misery позволяет решать повседневные задачи рядового пользователя: запуск определенных программ при некоторых условиях, открытие документов, автоматический вызов тех или иных пунктов меню программы, управление состоянием и расположением окон на экране. Кроме того, программа позволяет выполнять достаточно сложные операции по отслеживанию и эмуляции нажатий на клавиши, имитировать работу с мышью, управлять приоритетами программ, модифицировать содержимое файлов, править код программ непосредственно в памяти и выполнять прочие подобные операции. Большое внимание при разработке Neo Sign 0f Misery уделено возможностям разблокирования неактивных управляющих элементов: кнопок, переключателей, элементов меню и т. п., а также принудительной активации заблокированных функций в программах.
Neo Sign 0f Misery является полностью модульным продуктом, основными модулями которого являются:
- Ядро в виде DLL и образа исполняемого файла, обеспечивающее работу интерпретатора байт-кода
- Компилятор, позволяющий преобразовывать текстовые файлы со сценариями в байт-код или исполняемый файл
- Оболочка, связывающая воедино редактор сценариев с подсветкой синтаксиса и компилятор, а также позволяющая выполнять тестовый запуск откомпилированных скриптов
- Библиотека MinIFace, предназначенная для организации интерфейса с пользователем
- Документация по синтаксису языка сценариев Neo Sign 0f Misery и назначению команд, доступных для использования в сценариях

Синтаксис Neo Sign 0f Misery не накладывает ограничений на использование национальных языков — допускается использование имен меток в любой кодировке, а вынос имен команд и их описаний в отдельный файл позволяет при необходимости перевести на любой язык даже и имена команд внутреннего языка Neo Sign 0f Misery.

## Основные отличия от остальных программ
Исходные тексты программных модулей проекта на  Delphi являются открытыми и распространяются по лицензии GNU GPL.
- Панель со списком всех доступных команд и наглядное редактирование параметров команд при их добавлении с панели.
- Общедоступность исходных текстов и возможность встраивания ядра/компилятора в любое ПО в виде исходного текста.
- Экспортируемые функции ядра документированы и также могут использоваться для встраивания ядра в виде DLL или исполняемого файла в собственное ПО
- Поддерживается большее число соглашений о вызове из внешних модулей (кроме stdcall и cdecl поддерживаются pascal, fastcall и msfastcall)
- Размер откомпилированного скрипта (без сжатия) в данный момент в 4 раза меньше чем у AutoIt.